# Mr. Quin e Mr. Satterthwaite
Mr. Quin e Mr. Satterthwaite são personagens de Agatha Christie, do livro O Misterioso Sr. Quin, no Brasil / O Misterioso Mr. Quin, em Portugal.
Mr. Satterwhaite é um homem de mais ou menos sessenta anos, com grande interesse na natureza humana. Um dia ele conhece um homem alto e moreno chamado Harley Quin. Ninguém sabe quem ele é. Tudo o que Satterwhaite sabe é que, desde então, se depara com estranhos mistérios e que Quin sempre está lá. Por algum motivo sempre que o amigo se afasta após terem desvendado juntos algum caso, ele o vê por um momento como um arlequim.